# Piper simile
Piper simile är en pepparväxtart som beskrevs av Eduardo Quisumbing y Argüelles. Piper simile ingår i släktet Piper och familjen pepparväxter. Inga underarter finns listade i Catalogue of Life.